# Biertan
Biertan es una comuna situada en la zona central de Rumanía al norte del distrito de Sibiu en la región de Transilvania. Biertan es la población más importante de los denominados poblados sajones con iglesias fortificadas de Transilvania y fue declarado Patrimonio de la Humanidad por la Unesco en 1993.
El primer testimonio documental de esta población data de un texto de 1283 sobre los tributos pagados por los habitantes de los denominados siete pueblos; por lo que se cree que se fundó entre 1224, fecha de la Bula de oro de Andrés II, y 1283 por los Sajones de Transilvania. Los denominados pueblos sajones de esta zona de Transilvania, despoblada desde época romana, fueron el resultado del asentamiento de colonos procedentes del noroeste de Alemania, llamados por los reyes de Hungría, con la finalidad de defender la frontera oriental de este reino y para su defensa levantaron en los poblaciones iglesias de carácter fortificado. El asentamiento creció con rapidez hasta convertirse en un importante mercado con una población aproximada de 5.000 personas. Entre 1468 y el siglo XVI se construyó una pequeña iglesia fortificada. La ciudad declinó en su importancia al terminar el periodo medieval, ante el empuje de las ciudades vecinas de Sighişoara, Sibiu y Mediaş
Actualmente la comuna tiene una población aproximada de 3.000 personas y el poblado de Biertan 1.600 personas, siendo uno de los lugares más visitado de Transilvania y la sede de la reunión anual de los sajones de Transilvania.
En 1775, cerca de Biertan, en el bosque de Chimdru, se descubrió un objeto votivo, conocido como Exvoto de Biertan (Donariul de la Biertan), a menudo usado para argumentar la presencia de una población cristiana de habla latina en Transilvania en el siglo IV.